# Усур
Усу́р — покинутое село в Ахтынском районе Дагестана.

## География
Село Усур находится на юге Дагестана, на севере Ахтынского района, на южных склонах Самурского хребта, в ущелье к северу от села Луткун. Селение расположено на выступе скалы Шекиз пел, у верховьев ручья Усуркам. К северу от села расположены исторические земли общества села Хюрехюр Курахского района. Кварталы села: Ахцагьар, Агьадбегар, Гацаяр, Каяр. Урочища в окрестностях села: Барза, Къеня, Улуз кам, Сенгерар, Муьгъ, Къузай пад. Родники: ТангацIрин булах, Ламар кIамун булах, Къайи ятар, Къулаз булах, Лакьер кьил.

## История
Изначально на месте Усура были пастбища ахтынского сельского общества. В XII веке выделилось в самостоятельное село. В XVI веке Усур входил в состав Рутульского бекства. В 1775 году сёла Гогаз, Усур и Кака переданы в состав Ахтыпаринского вольного общества, взамен на союзничество ахтынцев с рутульцами в их войне с Хрюгом. 1775—1839 — село входит в Ахтыпару в составе союза сельских общин Ахтыпара-1. В 1839 году присоединён к Российской империи. Административно подчинялся Самурскому округу Дагестанской области. Вместе с селом Гогаз образовал Усурское сельское общество Ахтыпаринского наибства. В 1869 году в селе проживало 256 человек, из них мужчины — 144, женщин — 112. Село состояло из 42 домов. В 1886 году в селе проживало 390 человек. В 1929 году село включено в состав новообразованного Ахтынского района. В Усуре был основан первый в Ахтынском районе, колхоз имени Ленина. В годы Великой Отечественной войны на фронт ушло 59 усурцев, из них обратно вернулись 24. В 1966 году после мощного землетрясения жители села были переселены на равнину и образовали село Новый Усур.
Тухумы села: Алияр, Агьабегар, Алиханар, Шерифар, Къамбаяр, Каяр.

## Население
| Численность населения | Численность населения | Численность населения | Численность населения | Численность населения | Численность населения | Численность населения |
| 1869                  | 1886                  | 1895                  | 1908                  | 1926                  | 1939                  | 1970                  |
| --------------------- | --------------------- | --------------------- | --------------------- | --------------------- | --------------------- | --------------------- |
| 357                   | ↘256                  | ↗379                  | ↗450                  | ↘317                  | ↘309                  | ↘91                   |

## Дополнительные сведения
- Нагробный памятник шейху Кукай-суфи из города Шам в Сирии. Датируется XIV веком.
- Подземные пещеры.